# Presseclub (WDR)
Der Presseclub ist eine Informationssendung, die wöchentlich sonntags von 12:03 Uhr bis 12:45 Uhr ausgestrahlt wird. Sie wird sowohl im Fernsehen im Ersten, auf Phoenix und tagesschau24, als auch im Radio auf WDR 5, NDR Info und Deutschlandradio DokDeb übertragen.
In der Sendung diskutieren vier bis fünf Journalisten aktuelle, meist politische Themen und es werden sowohl angestellte wie freie Journalisten eingeladen. Die Sendung zeichnet sich im Allgemeinen durch eine ruhige Gesprächsatmosphäre aus.

## Geschichte
Die Sendung wurde am 27. Dezember 1987 in Nachfolge des Internationalen Frühschoppens von Werner Höfer zum ersten Mal ausgestrahlt. Anders als die Vorgängersendung ist der Presseclub stärker auf Deutschland bezogen, ausländische Journalisten werden sehr selten eingeladen. Anschließend haben die Zuschauer 15 Minuten Zeit, telefonisch Fragen zu stellen. Dieser Presseclub nachgefragt genannte interaktive Teil der Sendung wird allerdings nur auf Phoenix und im Hörfunkprogramm WDR 5 ausgestrahlt.
Am 12. November 1989 wurde der Presseclub live aus Ost-Berlin zum Thema DDR – Land zwischen Aufbruch und Umbruch ausgestrahlt und war damit die erste westdeutsche Fernsehsendung aus der DDR.
Wenn der Presseclub im Ersten z. B. wegen einer Sportdirektübertragung ausfällt, läuft seit Oktober 2002 sonntagmittags immer dann auf Phoenix unter Leitung verschiedener Phoenix-Moderatoren eine Neuauflage des Internationalen Frühschoppens. Die Gäste haben laut Moderator Jörg Schönenborn die Wahl zwischen Mineralwasser und Weißwein.
Vor der Bundestagswahl 2025 startete ein Ableger zur Sendung unter dem Namen Presseclub - Talk Forward, der von Carolyn Wißing moderiert wird und sich an ein jüngeres Publikum richtet.

## Moderation

### Aktive Moderatoren
- seit Januar 2008: Jörg Schönenborn[5]
- seit 21. Oktober 2018: Ellen Ehni[6]
- seit 7. August 2022: Susan Link[7]
- seit 27. Juli 2025: Anna Planken (vertretungsweise)

### Ehemalige/Einmalige Moderatoren
- 1987–1988: Rolf Schmidt-Holtz
- 1988–1993: Dieter Thoma
- 1988–2001: Gerhard Fuchs (Nachfolger von Rolf Schmidt-Holtz)
- 1993–Ende 2006: Fritz Pleitgen (Nachfolger von Dieter Thoma)
- 2001–14. Oktober 2007: Peter Voß (Nachfolger von Gerhard Fuchs)
- 2005–2013 Monika Piel (Nachfolgerin von Fritz Pleitgen)
- September 2007–15. Mai 2022: Volker Herres (Nachfolger von Peter Voß)
- 2008–2016: Tina Hassel (vertretungsweise)
- 2012–2019: Sonia Seymour Mikich (vertretungsweise)
- 26. Juli 2020–11. August 2024: Sabine Scholt (vertretungsweise)[8]
- 29. Mai 2022: Isabel Schayani (Vertretung von Sabine Scholt)[9]
- 9. Oktober 2022: Ferdos Forudastan (Vertretung von Sabine Scholt)